# Sirnaputra
Sirnaputra is een bestuurslaag in het regentschap Tasikmalaya van de provincie West-Java, Indonesië. Sirnaputra telt 4810 inwoners (volkstelling 2010).